# Iglesia de San Martín (Guixers)
La iglesia de San Martín de Guixers o de la Trinidad o de San Martín de Velianes es un edificio religioso de la población de Guixers de la comarca catalana del Solsonés en la provincia de Lérida. Es una iglesia románica incluida en el Inventario del Patrimonio Arquitectónico de Cataluña y protegida como Bien Cultural de Interés Local.

## Descripción
La edificación consta de una sola nave, rematada a levante por un ábside cuadrado en el exterior y trapezoidal en el interior. La nave en el interior tiene un arco preabsidal que no arranca del suelo, tanto este arco como la techumbre de la nave son apuntados. 
La cubierta exterior es a doble vertiente y de teja árabe. Encima del frontis, orientado a poniente, es coronado por un campanario de espadaña con dos largas ventanas cubiertas con un arco de medio punto. El arco del lado de mediodía tiene campana y el otro está vacío. 
El muro norte está escondido a la vista, en el exterior, por una capilla del año 1663 dedicada a San Miguel, la sacristía de arco de medio punto, similar en la forma y posición a la del Iglesia de San Julián de Ceuró, tiene una escalera que permite el acceso al campanario y que es similar a las de las iglesias de San Julián de Canalda y San Martín de la Corriu. 
La puerta de acceso, de madera con forja y de doble hoja, se abre en el muro sur. Es de arco de medio punto adintelado, su decoración sigue modelos utilizados en los siglos XII y XIII. Hay una cinta ancha y lisa que en sus extremos que se bifurca en dos que juntan y se remolinan hacia los lados opuestos. También hay una cinta ancha adornada con unos surcos incisos, lo que da pie a pensar en cuatro cintas yuxtapuestas; igual que la anterior, esta faja se dispone horizontalmente y se bifurca en los extremos, donde se retuercen hacia los extremos opuestos. Combinadas con estas cintas hay otras de menor tamaño con un solo extremo en rizo; estas ocupan el espacio que hay entre las cintas grandes, de manera muy irregular y desordenada. 
Tiene una ventana en medio del ábside de doble derrame y arco de medio punto adintelado con el antepecho y la parte baja de los montantes hechos de una sola pieza. Una segunda ventana se abre al lado sur del ábside. Es muy similar a la anterior si bien el derrame interior es muy inclinado hacia el lado del oeste. Una tercera ventana, también de arco de medio punto pero hecha de una sola pieza se encuentra sobre el muro este de la sacristía. Toda la fachada meridional está cerrada por un muro de piedra que delimita un espacio de forma pentagonal que constituye el cementerio.

## Galería fotográfica

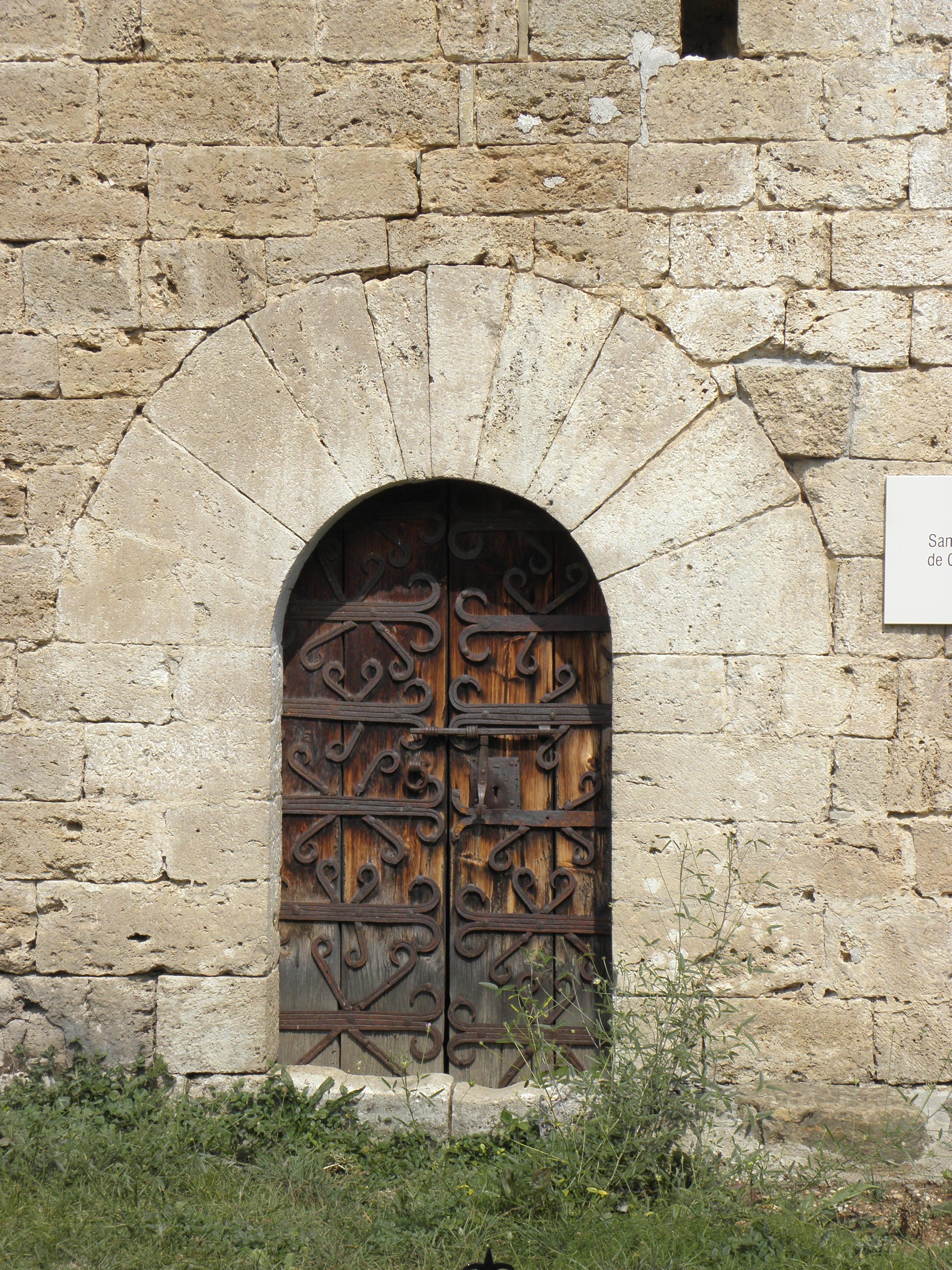
Puerta con decoración de forja.
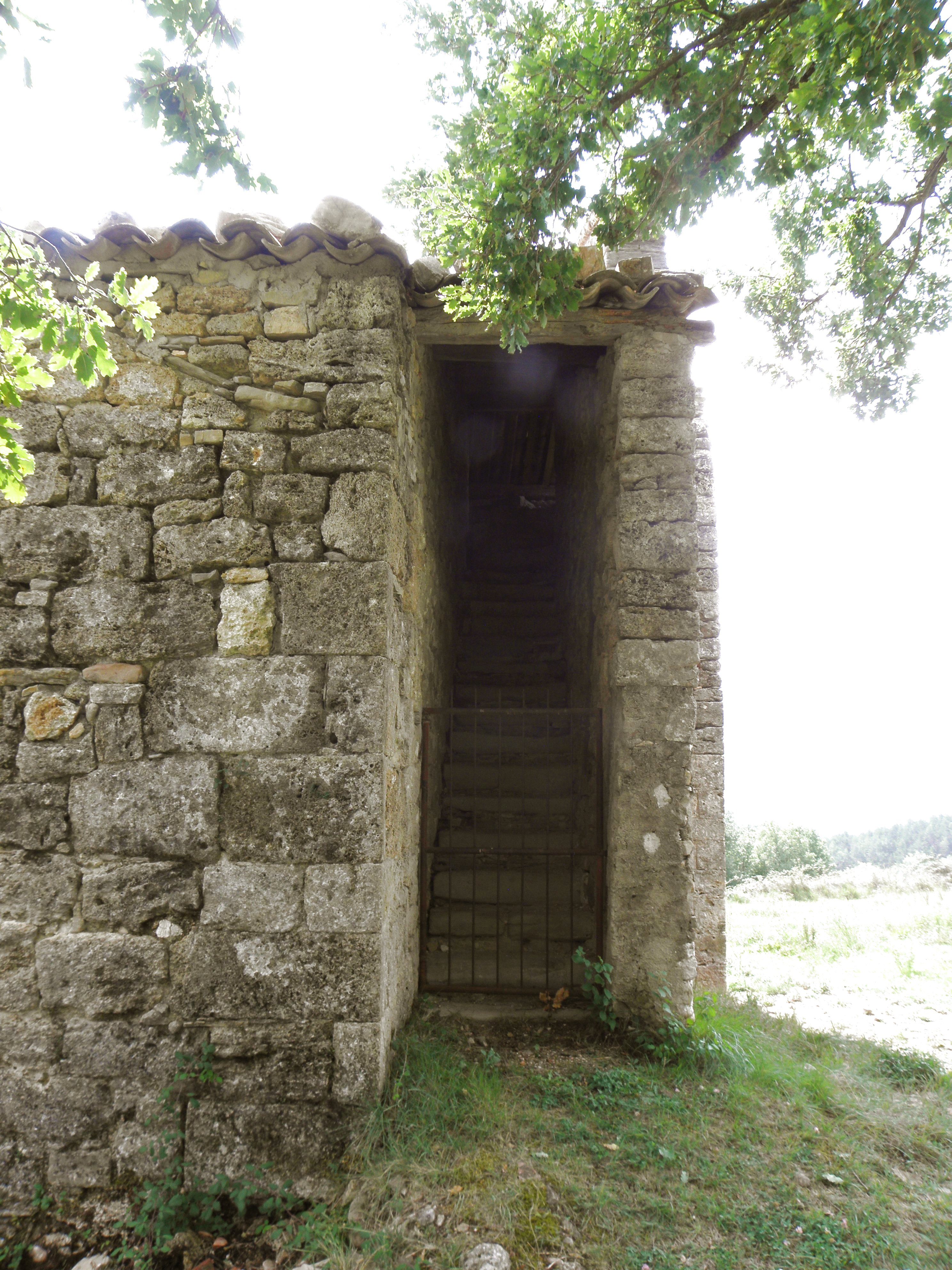
Escalera de acceso a la espadaña.
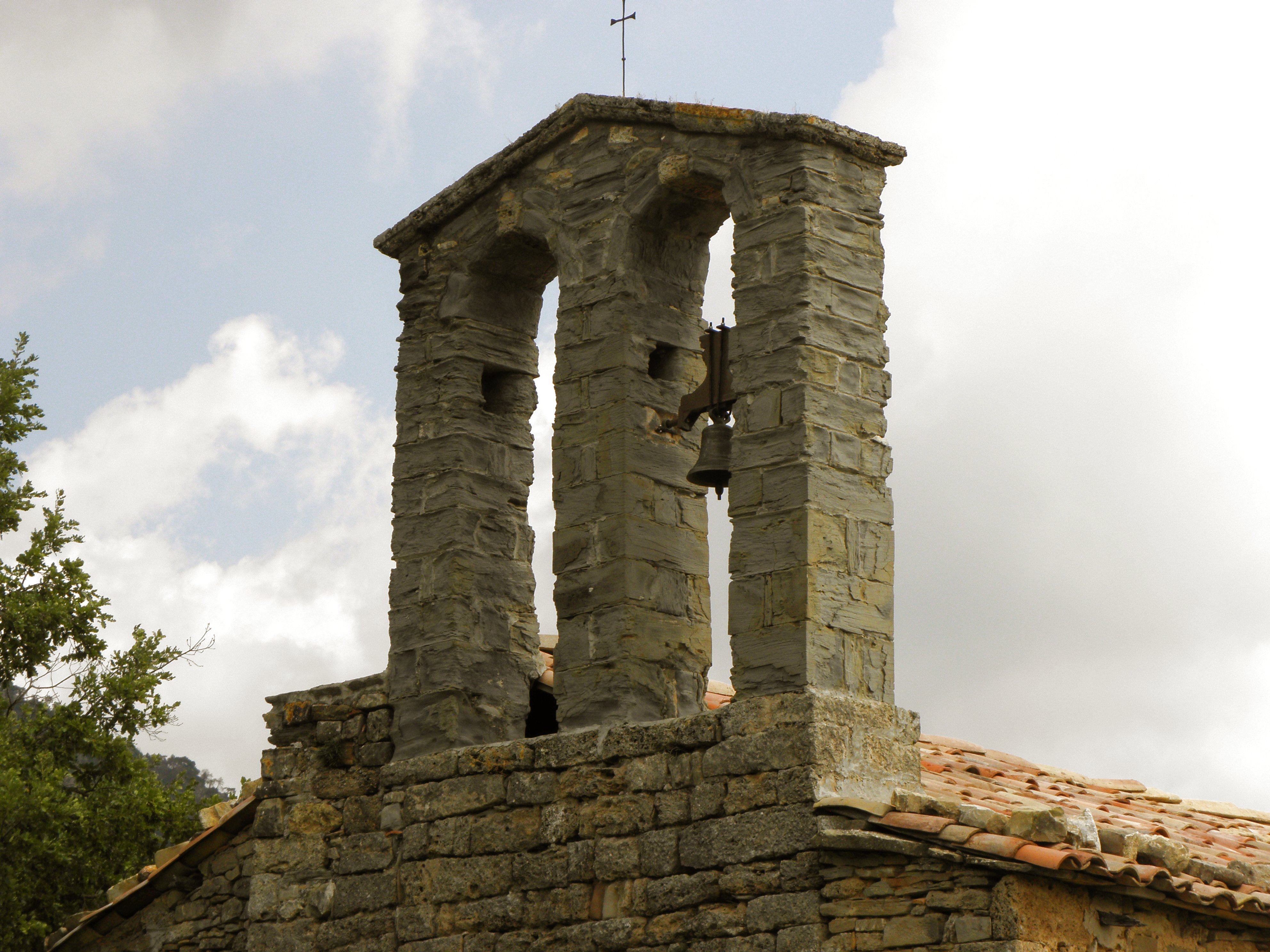
Campanario de espadaña
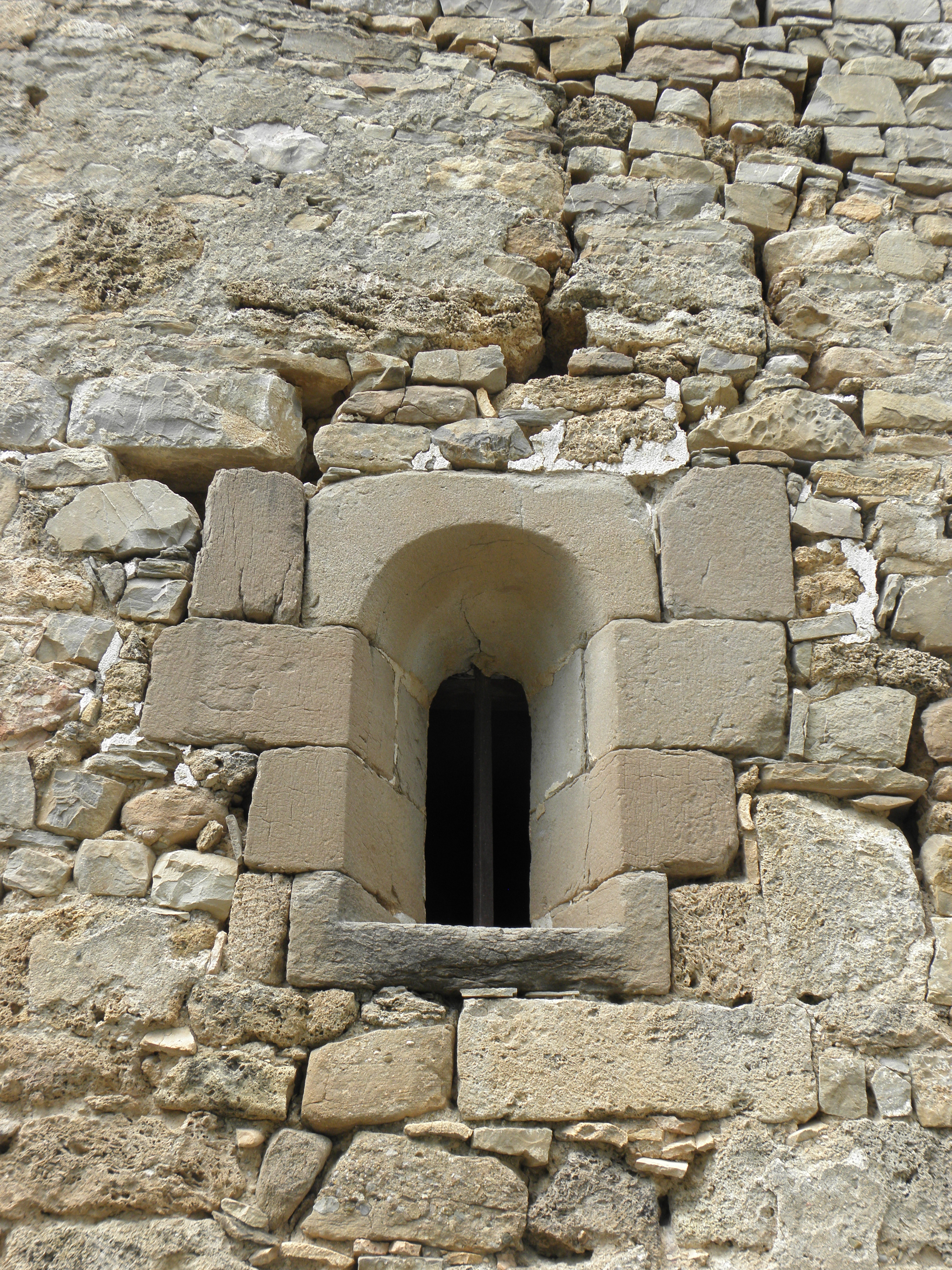
Ventana central del ábside